# 瓦三
镇国襄敏公瓦三（？—1685年），清朝宗室，舒尔哈齐曾孙，阿敏之孙，固尔玛珲第四子。
在康熙年间，初封辅国将军。参与镇压三藩之乱，平定湖广，康熙二十年（1681年），袭辅国公。康熙二十一年，授右宗人。追论攻长沙退缩之罪，夺官，留爵。再授镶蓝旗满州固山额真。俄罗斯帝国侵据雅克萨，康熙帝派遣瓦三随侍郎果丕，会同黑龍江將軍薩布素前去平定。康熙帝命固山额真朋春等率师讨伐，以瓦三统辖黑龙江将士。康熙二十四年，去世，谥襄敏。

## 子孙
- 第二子：齐克塔哈，康熙二十五年袭辅国公。从征噶尔丹在行。历右宗人、都统、领侍卫大臣。四十六年坐事，夺爵。以瓦三长兄玛尔图之子鄂斐袭。参与征噶尔丹。卒，以子鄂齐袭。事雍正帝，奉使西藏，宣谕达赖喇嘛，进镇国公。授天津水师都统，因不能约束所部，夺爵。复起授都统，因纳赂再夺爵。
- 第三子：伊克塔哈
  - 孙：双麟，伊克塔哈第四子
    - 亨兴，双麟长子

  - 孙：宝麟，伊克塔哈第五子
    - 和中额，宝麟长子
      - 喀尔崇义，和中额长子
        - 奎朗，喀尔崇义长子

  - 孙：平麟，伊克塔哈第六子
    - 果明额，平麟长子
      - 景凤，果明额长子
        - 英秀，景凤长子

  - 孙：杭麟，伊克塔哈第十子